# Ramal da Figueira da Foz
| |                          |                                                              |                                                              |
| Streckenlänge: | 50,4 km                  |                                                              |                                                              |
| Spurweite: | 1668 mm (Iberische Spur) |                                                              |                                                              |
| |                          |                                                              |                                                              |
| \| \| 0,0 \| Figueira da Foz \| Figueira da Foz \| \| \| 0,5 \| Linha do Oeste nach Fontela \| Linha do Oeste nach Fontela \| \| \| \| Ponte Edgar Cardoso (IC2) \| \| \| \| \| Figueira da Foz - Coimbra (A14) \| \| \| \| 6,4 \| Maiorca \| Maiorca \| \| \| 7,4 \| Túnel de Alhadas 519 Meter \| Túnel de Alhadas 519 Meter \| \| \| 8,4 \| Alhadas-Brenha \| Alhadas-Brenha \| \| \| 11,6 \| Costeira \| Costeira \| \| \| 15,8 \| Santana-Ferreira \| Santana-Ferreira \| \| \| 19,6 \| Liceia \| Liceia \| \| \| 23,7 \| Bebedouro \| Bebedouro \| \| \| 26,7 \| Arazede \| Arazede \| \| \| 29,3 \| Casal \| Casal \| \| \| 31,0 \| Limede-Cadima \| Limede-Cadima \| \| \| 35,4 \| Cantanhede \| Cantanhede \| \| \| \| Nationalstraße N324 \| \| \| \| 39,8 \| Cordinhã \| Cordinhã \| \| \| 41,4 \| Murtede \| Murtede \| \| \| 42,8 \| Enxofães \| Enxofães \| \| \| 44,6 \| Silvã-Feiteira \| Silvã-Feiteira \| \| \| 46,5 \| Mala \| Mala \| \| \| \| Linha do Norte von Porto \| \| \| \| 50,4 \| Pampilhosa \| Pampilhosa \| \| \| \| \| \| \| \| \| Linha do Norte nach Coimbra, Linha da Beira Alta nach Guarda \| \| \| \| \| \| \| |                          |                                                              |                                                              |
| Kopfbahnhof Streckenanfang | 0,0                      | Figueira da Foz                                              | Figueira da Foz                                              |
| Abzweig ehemals geradeaus und nach rechts | 0,5                      | Linha do Oeste nach Fontela                                  | Linha do Oeste nach Fontela                                  |
| Strecke mit Straßenbrücke (Strecke außer Betrieb) |                          | Ponte Edgar Cardoso (IC2)                                    | Ponte Edgar Cardoso (IC2)                                    |
| Strecke mit Straßenbrücke (Strecke außer Betrieb) |                          | Figueira da Foz - Coimbra (A14)                              | Figueira da Foz - Coimbra (A14)                              |
| Haltepunkt / Haltestelle (Strecke außer Betrieb) | 6,4                      | Maiorca                                                      | Maiorca                                                      |
| Tunnel (Strecke außer Betrieb) | 7,4                      | Túnel de Alhadas 519 Meter                                   | Túnel de Alhadas 519 Meter                                   |
| Haltepunkt / Haltestelle (Strecke außer Betrieb) | 8,4                      | Alhadas-Brenha                                               | Alhadas-Brenha                                               |
| Haltepunkt / Haltestelle (Strecke außer Betrieb) | 11,6                     | Costeira                                                     | Costeira                                                     |
| Haltepunkt / Haltestelle (Strecke außer Betrieb) | 15,8                     | Santana-Ferreira                                             | Santana-Ferreira                                             |
| Haltepunkt / Haltestelle (Strecke außer Betrieb) | 19,6                     | Liceia                                                       | Liceia                                                       |
| Haltepunkt / Haltestelle (Strecke außer Betrieb) | 23,7                     | Bebedouro                                                    | Bebedouro                                                    |
| Haltepunkt / Haltestelle (Strecke außer Betrieb) | 26,7                     | Arazede                                                      | Arazede                                                      |
| Haltepunkt / Haltestelle (Strecke außer Betrieb) | 29,3                     | Casal                                                        | Casal                                                        |
| Haltepunkt / Haltestelle (Strecke außer Betrieb) | 31,0                     | Limede-Cadima                                                | Limede-Cadima                                                |
| Bahnhof (Strecke außer Betrieb) | 35,4                     | Cantanhede                                                   | Cantanhede                                                   |
| Strecke mit Straßenbrücke (Strecke außer Betrieb) |                          | Nationalstraße N324                                          | Nationalstraße N324                                          |
| Haltepunkt / Haltestelle (Strecke außer Betrieb) | 39,8                     | Cordinhã                                                     | Cordinhã                                                     |
| Haltepunkt / Haltestelle (Strecke außer Betrieb) | 41,4                     | Murtede                                                      | Murtede                                                      |
| Haltepunkt / Haltestelle (Strecke außer Betrieb) | 42,8                     | Enxofães                                                     | Enxofães                                                     |
| Haltepunkt / Haltestelle (Strecke außer Betrieb) | 44,6                     | Silvã-Feiteira                                               | Silvã-Feiteira                                               |
| Haltepunkt / Haltestelle (Strecke außer Betrieb) | 46,5                     | Mala                                                         | Mala                                                         |
| Abzweig ehemals geradeaus und von links |                          | Linha do Norte von Porto                                     | Linha do Norte von Porto                                     |
| Bahnhof | 50,4                     | Pampilhosa                                                   | Pampilhosa                                                   |
| |                          |                                                              |                                                              |
| Strecke |                          | Linha do Norte nach Coimbra, Linha da Beira Alta nach Guarda | Linha do Norte nach Coimbra, Linha da Beira Alta nach Guarda |
| |                          |                                                              |                                                              |

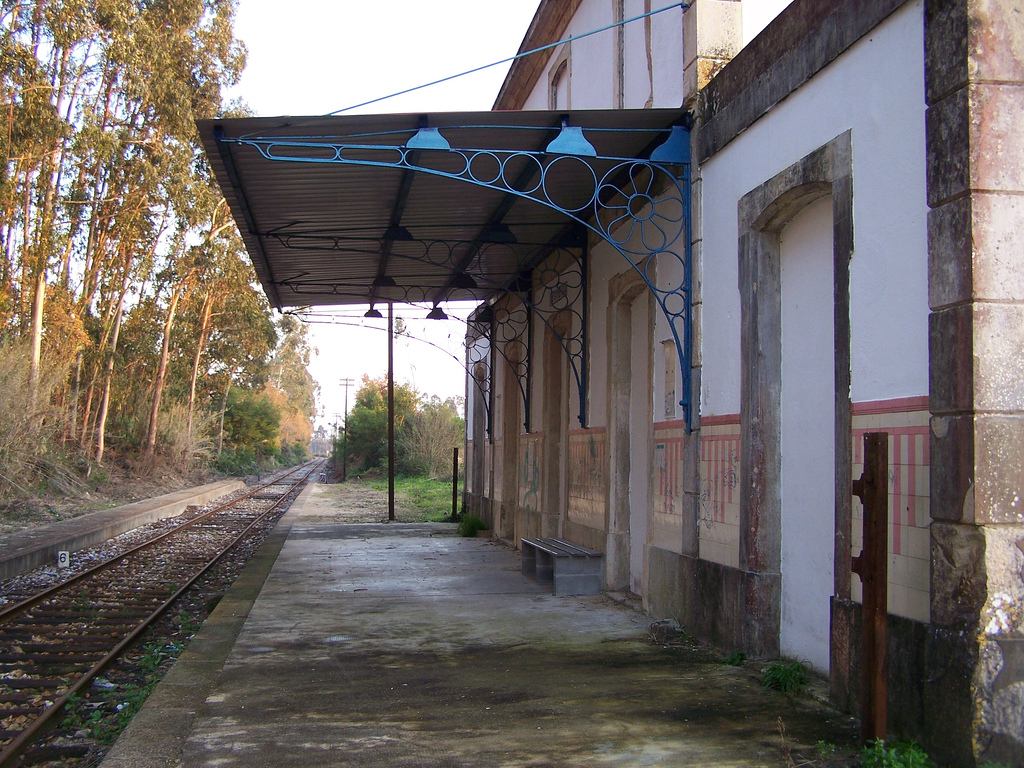
Haltepunkt Costeira (km 11,6)

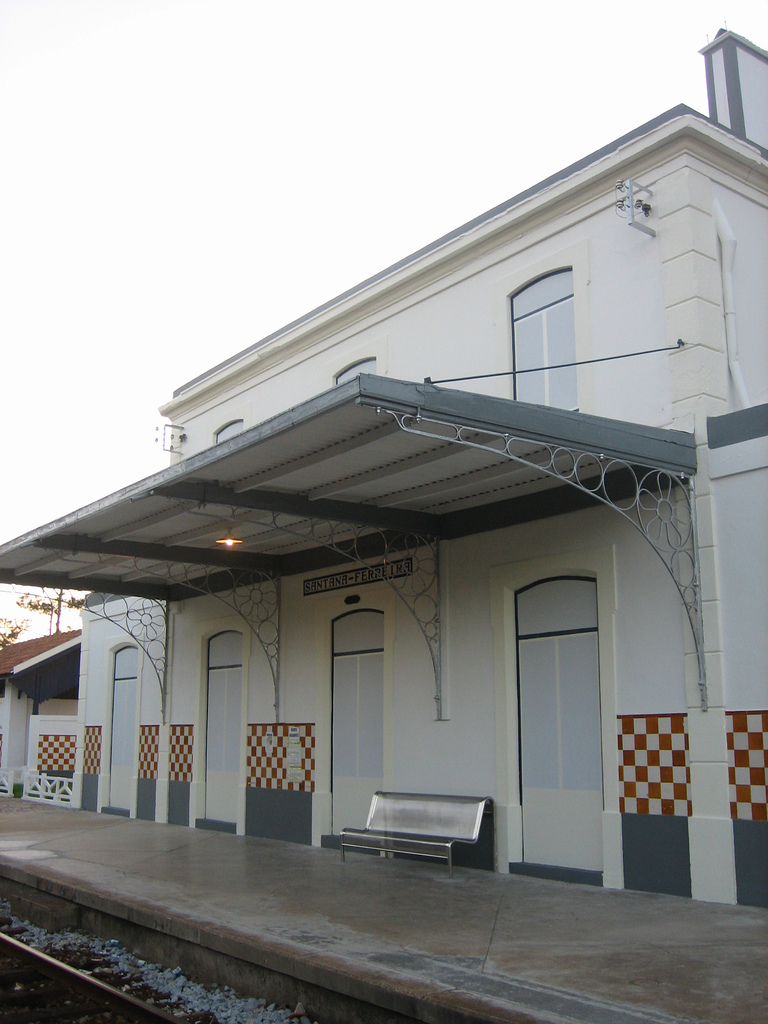
Haltepunkt Santana-Fereirra (km 15,8)

Die Ramal da Figueira da Foz, selten auch Ramal de Cantanhede, zu deutsch Nebenstrecke von Figueira da Foz beziehungsweise Nebenstrecke von Cantanhede, war eine portugiesische Eisenbahnstrecke zwischen der portugiesischen Hafenstadt Figueira da Foz und der Stadt Pampilhosa via Cantanhede. Die 50,4 Kilometer lange Strecke wurde 1882 als Teil der Linha da Beira Alta eröffnet, bis 2009 bedienten Dieselfahrzeuge eine Regionalbahnlinie Figueira da Foz–Pampilhosa–Coimbra.
War der Verkehr ursprünglich aufgrund von Sanierungsarbeiten seit dem 5. Januar 2009 eingestellt, gilt eine Wiedereröffnung trotz der getägtigten Investitionen inzwischen als unwahrscheinlich.

## Geschichte

### Bau und Eröffnung
Die Konzession für den Bau der neuen, zweiten grenzüberschreitenden Eisenbahnstrecke nach Spanien, erhielt 1878 die Sociétè Financiére de Paris, die wiederum dafür 1879 die Companhia dos Caminhos de Ferro Portugueses da Beira Alta gründete. Die Bauarbeiten begannen am 10. August 1880 und damit erheblich später als der weiter im Landesinneren gelegene Teil zwischen der Grenze und Pampilhosa; dort begannen die Bauarbeiten bereits am 3. Oktober 1878. Die Ramal da Figueira da Foz, früher noch fester Teil der Linha da Beira Alta, wurde am 3. Juli 1882 in Anwesenheit des Monarchen D. Luís und der königlichen Familie auf einer Eröffnungsfahrt zwischen Figueira da Foz und Vilar Formoso eröffnet. Die Strecke zwischen Figueira da Foz und Pampilhosa hatte maßgeblich der Ingenieur Saraiva de Carvalho entworfen.
Die Eröffnung der Strecke, die nun vom Atlantik über Pampilhosa und Guarda bis zur spanischen Grenze reichte, kam dem Hafen von Figueira da Foz sehr zu Nutzen, der infolgedessen erheblich an Kunden gewannen. Gleichzeitig entwickelte sich die Stadt Figueira, deren Zentrum zuvor sich mehr an der Mündung des Mondego befand, mehr in Richtung Osten entlang des Flussufers. Die ersten Zugverbindungen führten meist entweder zur spanischen Grenze oder über eine Gleisverbindung im Bahnhof Pampilhosa in die nächstgrößere Stadt Coimbra beziehungsweise über die Ramal de Lousã bis nach Lousã.
1891, durch die Eröffnung der kürzeren und geografisch günstiger gelegenen Ramal de Alfarelos, welche die beiden Strecken Linha do Oeste (Figueira da Foz–Leiria–Lissabon) und Linha do Norte (Porto–Coimbra–Entroncamento–Lissabon) verband, erfuhr die Ramal da Figueira da Foz einen erheblichen Bedeutungsverlust. Vom Figueira da Foz war es nun wesentlich schneller mit dem Zug über Alfarelos zu fahren, statt zunächst über die Nebenstrecke via Cantanhede und Pampilhosa. 1946 ließ der portugiesische Staat die bereits bankrotte Privatgesellschaft, die immer noch den Betrieb auf der Strecke ausführte, in die neugegründete, staatliche Companhia dos Caminhos-fe-Ferro Portugueses (CP), Vorgängerin der heutigen Comboios de Portugal, integrieren.

### Trennung von der Linha da Beira Alta
Seit den siebziger Jahren ist die Ramal da Figueira da Foz offiziell von der Linha da Beira Alta getrennt, durchgängige Züge zwischen Spanien und Figueira da Foz gab es kaum noch. Besonders nach der Nelkenrevolution und der darauf folgenden Stilllegungswelle kleiner Nebenbahnen war auch die Nebenstrecke nach Figueira bedroht. Durch Sparmaßnahmen war die Strecke bis zuletzt komplett eingleisig, offiziell gab es vor Betriebseinstellung es nur noch die drei Bahnhöfe (estações) Figueira da Foz, Cantanhede und Pampilhosa. Die restlichen waren zu Haltepunkten (apeadeiros) degradiert worden. Dennoch erfolgten seit 2000 einzelne Renovierungsmaßnahmen, so sind die Haltepunkte von Maiorca, Alhadas, Santana-Feireira, Bebedouro und Cordinhã saniert worden.
Seit 2009 ist der Abschnitt Figueira da Foz–Pampilhosa eingestellt, um ursprünglich den einzigen Tunnel der Strecke, den 519 Meter langen, eingleisigen Túnel de Alhadas, zu sanieren. Die Sperrung erfolgte zwar, aber die Bauarbeiten wurden nicht begonnen. Die Sanierung begann am 5. Januar 2009, laut des Verkehrsministeriums einschließlich einer gründlichen Generalsanierung der Strecke, um einen Güterverkehr zwischen Spanien und Figueira da Foz zu ermöglichen. Aus diesem Grund wird der Verkehr auf der gesamten Strecke eingestellt. Wann jedoch wieder Züge auf der Strecke fahren, ist ungewiss. Der Infrastrukturbetreiber zahlt pro Monat 13.680 € für den Schienenersatzverkehr mit Bussen zwischen Figueira da Foz und Pampilhosa.
Für den Anschluss an den Güterterminal von Figueira da Foz soll zudem eine direkte Gleisverbindung zwischen der Linha do Oeste und der Ramal da Figueira da Foz entstehen, da dies bisher nur über eine „Spitzkehre“ im Bahnhof von Figueira möglich ist.
Bis Januar 2009 gab es jeweils drei Zugverbindungen zwischen Figueira da Foz und Coimbra-A pro Richtung, die meist von Dieseltriebwagen des Typs 0350 (Allan) gefahren wurden.

### Stilllegung

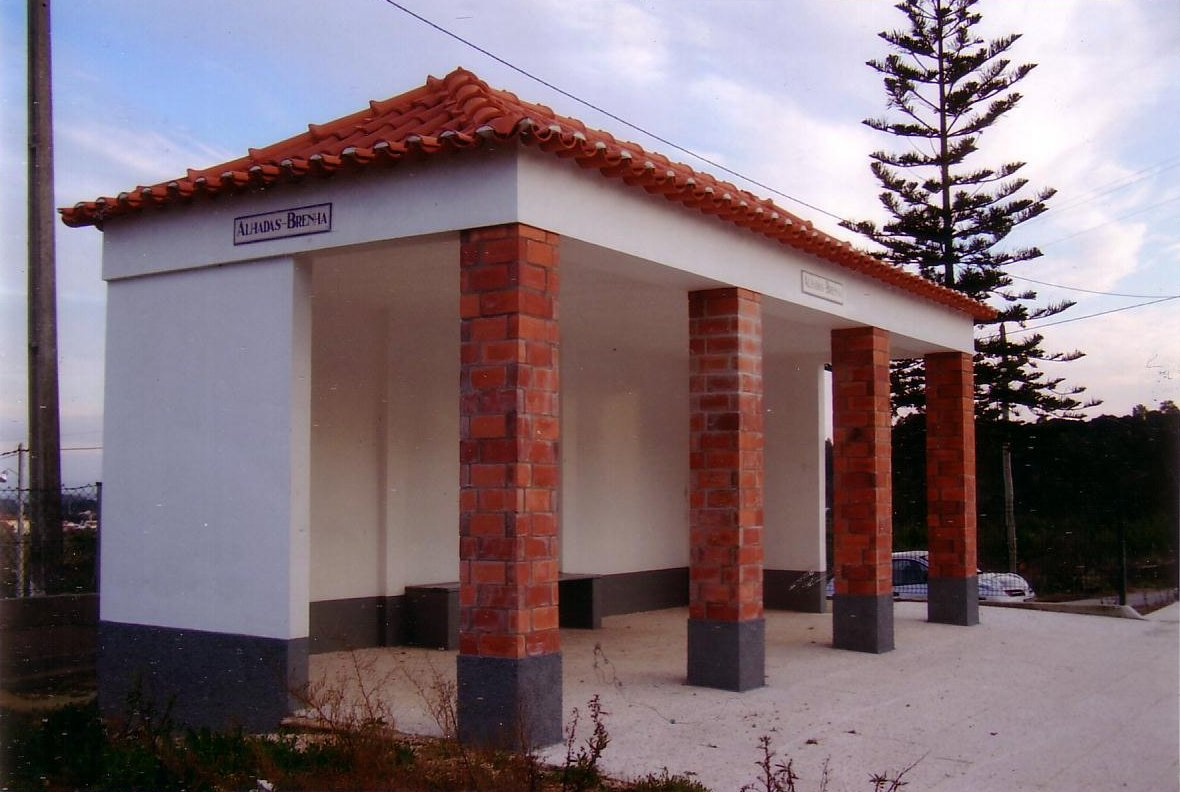
Der 2006 sanierte Haltepunkt Alhadas (km 8,4)

2007 kündigte die Infrastrukturgesellschaft REFER an, die Strecke zwischen 2008 und 2009 zu sanieren, so solle sie eine weitere Möglichkeit zur Stärkung des Güterverkehrs zwischen Spanien und Portugal darstellen und die ebenso teils eingleisige Ramal de Alfarelos entlasten. Dabei soll unter anderem die derzeitige Höchstgeschwindigkeit von 50 km/h erhöht werden. Eine Elektrifizierung der Strecke stand ebenfalls noch aus – es sind jeweils nur wenige Meter am Anfang und Ende der elektrifiziert – und wird von verschiedenen Verbände und Parteien, unter anderem der PCP, gefordert. Für eine Erhöhung der Taktdichte auf der Strecke sind jedoch weitere Kreuzungsmöglichkeiten einzurichten, die einzige Zugkreuzung kann heute nur am Bahnhof Cantanhede und an den jeweiligen Start- und Endpunkten stattfinden.
Vor dem Hintergrund der desolaten Haushaltslage des portugiesischen Staates als auch des staatlichen Infrastrukturbetreibers REFER, ist es ungewiss, ob je wieder Züge auf der Eisenbahnstrecke verkehren werden. Ein Betrieb ist nach dem 2012/13 beschlossenen „Strategieplan Verkehr“ (Plano Estratégico dos Transportes) nicht mehr vorgesehen. 2013 ließ die REFER erste Gleise der Strecke ausheben, um diese vor Metalldiebstahl zu schützen, nach Medienberichten sind allein die Gleise der 50 Kilometer langen Strecke gut 960.000 Euro wert. Die Anliegergemeinden protestierten gegen den Schritt.
Mit der Einstellung ist eine langfristige Aufnahme in das derzeit auf Eis gelegte Regionalstadtbahnprojekt Metro Mondego unwahrscheinlich geworden.